# Stadion Lokomotiva
Stadion Lokomotiva – nieistniejący już stadion sportowy w Chebie, w Czechach. Istniał w latach 1952–2017. Mógł pomieścić 15 000 widzów. Swoje spotkania rozgrywali na nim piłkarze klubu Hvězda Cheb.

## Historia
Stadion został otwarty w 1952 roku. W roku 1973 został zmodernizowany. Grający na nim zespół Hvězda Cheb (dawniej m.in. pod nazwami Rudá Hvězda i Union) w latach 1979–1992 występował w czechosłowackiej I lidze, a w latach 1993–1996 w czeskiej I lidze. Gospodarzem obiektu był także klub Lokomotiva Cheb, który był jego właścicielem do 2013 roku, kiedy to stadion stał się własnością miasta.
W 2017 roku przeprowadzono przebudowę obiektu, która przyniosła praktycznie jego kres w dotychczasowej formie. Na terenie stadionu wybudowano nowe boisko piłkarskie ze sztuczną nawierzchnią, jednak przesunięte nieco w kierunku południowo-wschodnim względem poprzedniego, w oddaleniu od trybuny głównej i częściowo w miejscu trybun po stronie wschodniej, które uległy likwidacji. Na tym boisku nadal swoje spotkania rozgrywa Hvězda Cheb. W latach 2018–2019 zmodernizowano także pobliską halę sportową, do której dobudowano również nowe szatnie, co wiązało się z likwidacją fragmentu trybun stadionu na północnym łuku. Póki co zachowana została trybuna główna dawnego obiektu, ale w planach jest jej likwidacja.